# César García (cyclisme)
García  Calvo est un nom espagnol. Le premier nom de famille, en général paternel, est García ; le second, en général maternel, souvent omis, est Calvo.
César García Calvo (né le 24 décembre 1974 à Ponferrada) est un coureur cycliste espagnol, professionnel de 1999 à 2003.

## Palmarès

### Palmarès amateur
- 1996
  - 2e du Tour de la communauté de Madrid
  - 3e de la Cinturón a Mallorca
- 1998
  - 1re étape de la Cinturón a Mallorca
  - Tour de Zamora :
    - Classement général
    - 2e étape

  - Trofeo Santiago Apóstol
  - 2e de la Clásica de Pascua

### Palmarès professionnel
- 1999
  - Tour des Terres de Santa Maria da Feira :
    - Classement général
    - 1re étape
- 2000
  - Circuit de Getxo
- 2001
  - 2e du Mémorial Manuel Galera
- 2002
  - 2e étape du Tour du Pays basque

## Résultats sur les grands tours

### Tour d'Espagne
2 participations
- 2001 : 87e, vainqueur du classement des metas volantes
- 2003 : 111e